# Feng Nianhua
Feng Nianhua (chinesisch 馮念華 / 冯念华, Pinyin Féng Niànhuá, W.-G. Feng Niehhwa; * 5. Mai 1914; † unbekannt) war ein chinesischer Basketballspieler.

## Karriere
Feng Nianhua gehörte der Hujiang University (Shanghai) an und nahm mit der chinesischen Nationalauswahl am ersten olympischen Basketballturnier 1936 in Berlin teil. Neben einem Sieg gegen Frankreich (45:38) musste sich die Mannschaft gegen Japan (19:35), Peru (21:29) und Brasilien (14:32) geschlagen geben. China belegte in der Endabrechnung den geteilten 15. Rang.